# Михайленко, Евгений Викторович
Михайленко Евгений Викторович (11 января 1991, Киев) — украинский профессиональный боец К-1, ММА и Муай-Тай. Действующий чемпион Мира по ММА среди профессионалов по версии GBF в легком весе. Выступает в профессиональных бойцовских организациях FCFC, GBF, WKC. По любителям выступал в ICMAA, WAKO, IOFCF, MAA-I, IIMAA, FIDAM.

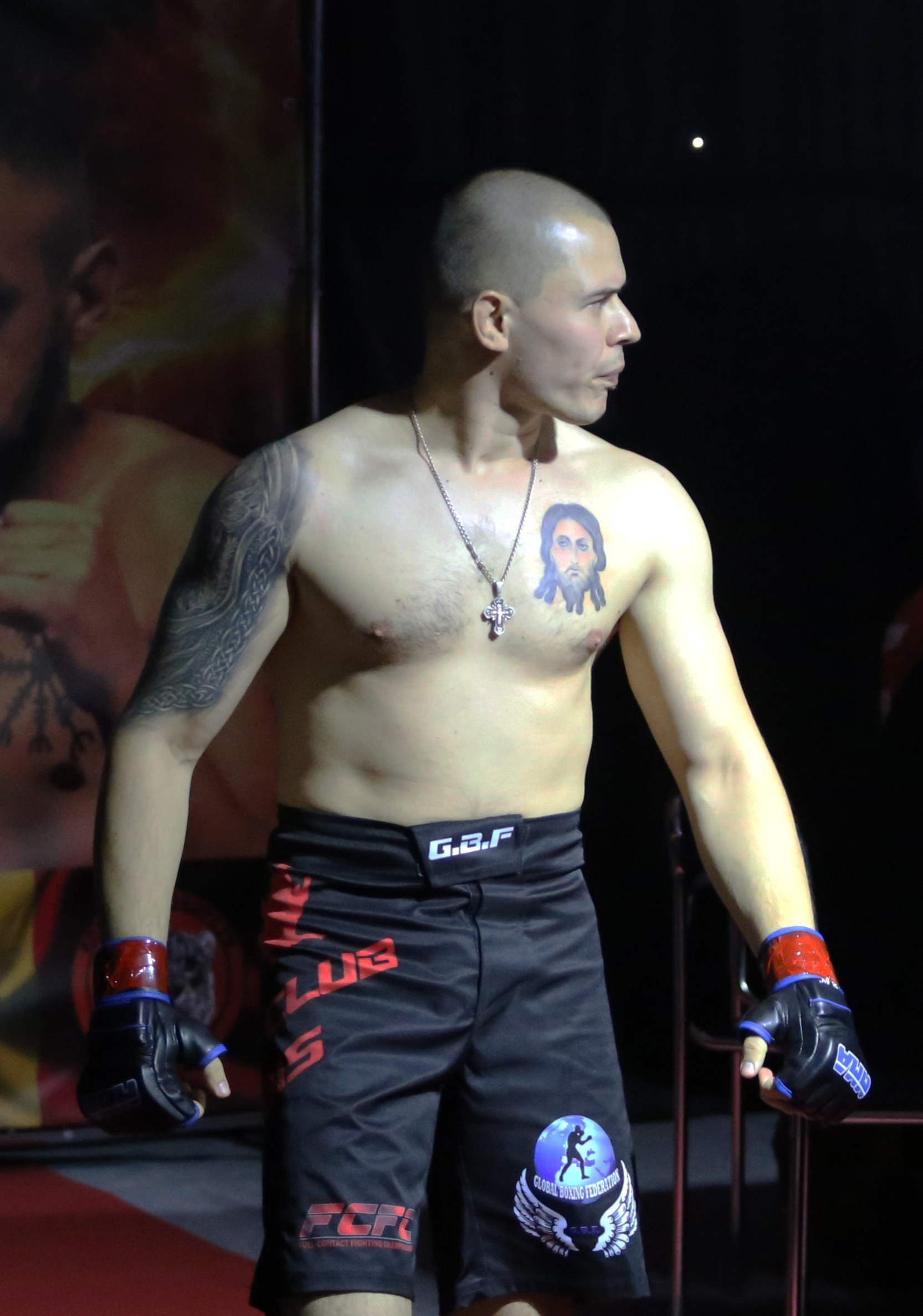
Михайленко Евгений на FCFC 1

| Общая информация                                          | Общая информация                          |
| --------------------------------------------------------- | ----------------------------------------- |
| Полное имя                                                | Михайленко Евгений Викторович             |
| Прозвище                                                  | Gorgeus                                   |
| Гражданство                                               | Украина                                   |
| Дата рождения                                             | 11 января 1991 (31)                       |
| Место рождения                                            | Киев, Украина                             |
| Место проживания                                          | Киев, Украина                             |
| Рост                                                      | 174                                       |
| Весовая категория                                         | легкая (70) полусредняя (77)              |
| Профессиональная карьера                                  | с 2012 по н.в.                            |
| Команда                                                   | «IRBIS» Киев FCFC TEAM                    |
| Тренеры                                                   | Седукин В. В. Михайлекно В. И.            |
| Стиль                                                     | Полноконтактный рукопашный бой Кикбоксинг |
| Статистика в профессиональных смешанных единоборствах     |                                           |
| Боев                                                      | 3                                         |
| Побед - нокаутом - сдачей - решением                      | 3 2 1 0                                   |
| Поражений                                                 | 0                                         |
| Статистика в профессиональном кикбоксинге, К-1 и Муай-Тай |                                           |
| Боев                                                      | 14                                        |
| Побед - нокаутом - решением                               | 14 14 0                                   |
| Поражений                                                 | 0                                         |
| Позиция в рейтинге Global Fighters Rec Ranking            | 2                                         |
| Другая информация                                         |                                           |
| Супруга                                                   | Ульяна                                    |
| Дети                                                      | Егор                                      |
| Instagram                                                 | evgeniy_mikhaylenko                       |
| Статистика боев на сайте fightersrec.com                  |                                           |
| Статистика боев на sherdog                                |                                           |

## Биография
Евгений Михайленко родился 11 января 1991 года в городе Киеве. В возрасте 8 лет начал заниматься спортивной акробатикой. Прозанимавшись год акробатикой начал проявлять большой интерес к единоборствам. Первые шаги в мир боевых искусств помог сделать его отец Михайленко Виктор Иванович. Виктор прошел войну в Республике Афганистан и занимался единоборствами еще с раннего детства. На первых порах он сам тренировал маленького Евгения.
Позже, в возрасте 10 лет Евгений начал активно заниматься рукопашным боем, демонстрируя успехи. В возрасте 19 лет получил черный пояс по рукопашному бою (1 Дан).
В период с 2011 по 2014 год активно выступал по K-1, MMA на международном любительском уровне. Становился трижды чемпионом мира по версии международной федерации ICMAA. На любительском уровне провел 132 поединка из которых выиграл 124.
В 2012 году окончил Национальный университет физического воспитания и спорта Украины по специальности тренер.
В 2017 году Евгений с единомышленниками открыли «Всеукраинскую федерацию полноконтактного рукопашного боя» и на совете федерации он был избран президентом федерации.
В 2020 году стиль Full-contact fighting был зарегистрирован в международной федерации IIMAA и Евгению присвоено почетное звание Сокэ и степень 8 Дана.

## Дан-тест: 100 Full Contact Fighting
Еще с раннего детства Евгению его отец рассказывал об Масутацу Ояме, который по рассказам несколько раз проходил хякунин-кумите иными словами «тест 100 боев». Суть испытания заключается в том что мастер должен пройти непрерывно 100 поединков. Евгения это очень вдохновляло и он решился пройти этот тест по правилам Full Contact Fighting. Этот стиль многие называют ММА в кимоно. Он подал заявку в федерации ICMAA и IOFCF. Спустя месяц они ее одобрили.
24 сентября в Киеве Евгений проходил «Дан-тест: 100 полноконтактных поединков». Соперниками были спортсмены и мастера с коричневыми и черными поясами, многие из них были национальными чемпионами. Усталость накапливалась и у Евгения периодически сводило судорогами мышцы, но благодаря слаженной работе команды медиков Евгений на фоне сильной усталости с прекрасным результатом прошел испытание с отличным результатом: 98 побед, 1 поражение, 1 ничья.
29 февраля 2020 Евгений Михайленко был внесен в Национальный реестр рекордов как первый в Украине мастер полноконтактного рукопашного боя, который прошел «Дан-тест: 100 полноконтактных поединков».
После прохождения теста Евгения также наградили международные федерации IIMAA, MMA-I, IOFCF, ICMAA. Ему присвоили Golden Belt, Golden Glovers и много сертификатов за популяризацию и развитие единоборств в мире.

## Профессиональная карьера
Профессиональная карьера Евгения началась в 2012 году. Он проводил поединки по ММА, К-1 и Муай-Тай. До 2022 года все свои поединки Евгений заканчивал досрочно, нокаутами. Многих организаций это сильно привлекало. Поступали хорошие предложения от промоутеров и в 2021 году Евгению сделали предложение провести бой за титул чемпиона Мира среди профессионалов по ММА в полусреднем весе. Поединок должен был пройти в Киеве 26 февраля 2022 года против опытного Педро Гарсии Гонсалеза. Благодаря большим достижениям и превосходному рекорду в профессионалах Евгений занял 1 строчку в рейтинге GBF в полусреднем весе. И вторую строчку Global Fighters Rec Ranking на портале fightersrec.com среди множества бойцов вне зависимости от направления и весовой категории. 24 февраля после вторжения России в Украину поединок был отменен.
В июле 2022 года возобновилась организация турнира FCFC 1 и Евгению было предложено провести бой но со сменой весовой категории, он дал свое согласие и поединок должен был проходить за титул чемпиона Мира среди профессионалов по версии GBF в легком весе. Соперником Евгения был представитель Молдовы Войткив Игорь, базовый борец, с большим опытом выступлений на профессиональной арене.

10 сентября в Киеве прошел поединок за титул чемпиона Мира по версии GBF в легком весе. Турнир FCFC 1& GBF транслировали по телеканалу Xsport. В начале поединка оба действовали осторожно, проводили разведку, было несколько обменов мощными ударами руками в голову и несколько сильных лоу-киков в исполнении Евгения. Затем поединок перешел в партер, где Евгений полностью забрал инициативу и провел удушение треугольником руками. Таким образом Евгений стал чемпионом Мира.

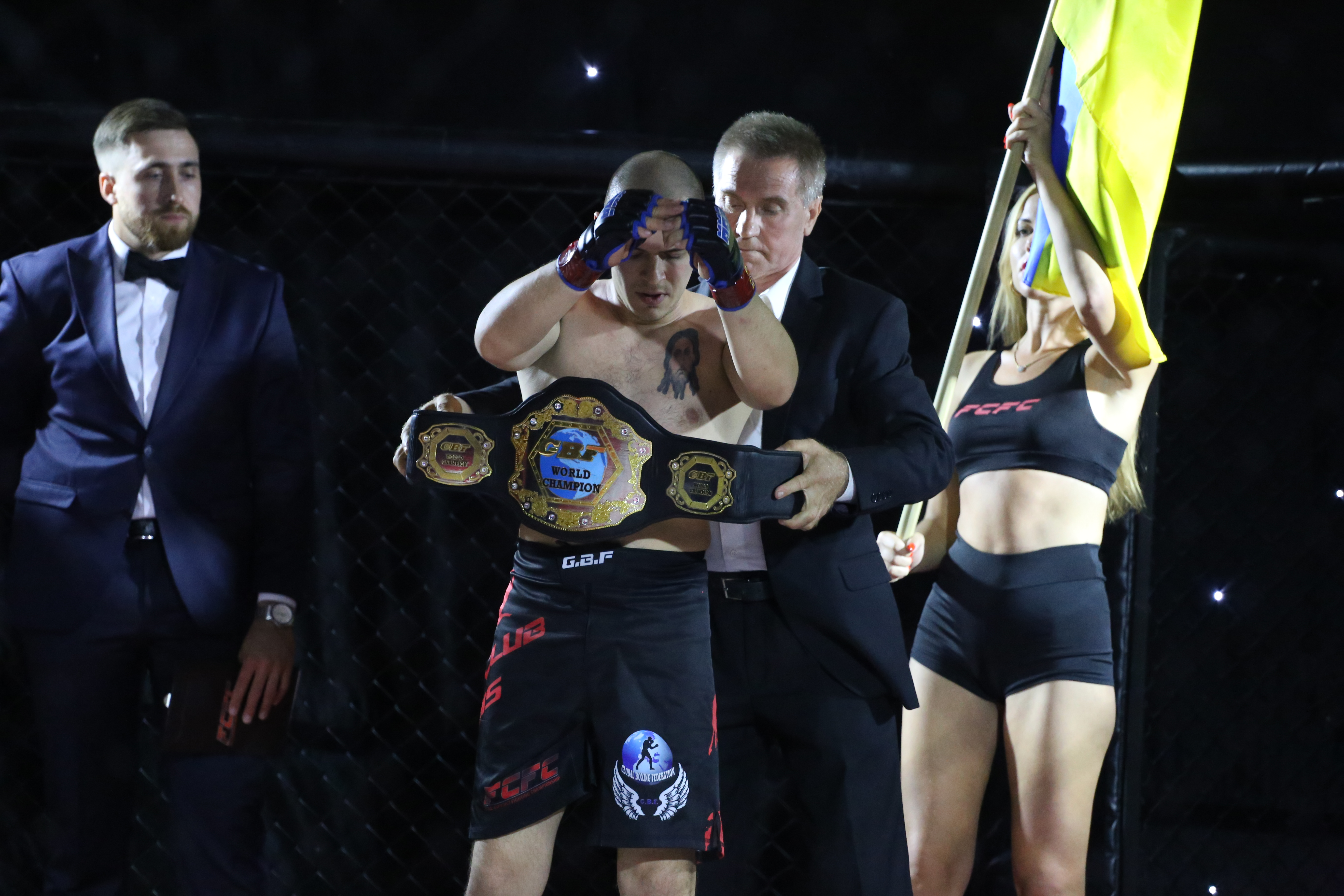
Михайленко стал чемпионом Мира

После этого поединка Евгений возглавил список бойцов FCFC вне зависимости от весовой категории.